# Sadi Carnot
Sadi Carnot, właśc. Marie-François Sadi Carnot (ur. 11 sierpnia 1837 w Limoges, zm. 25 czerwca 1894 w Lyonie) – francuski polityk, przywódca lewicy w Zgromadzeniu Narodowym i prezydent III Republiki.

## Życiorys
Pochodził ze znanej francuskiej rodziny Carnot. Był synem Lazare’a Hippolyte’a i wnukiem Lazare’a Nicolasa. Studiował w École polytechnique. W 1863 ukończył też École nationale des ponts et chaussées. Karierę polityczną zaczął jako członek Zgromadzenia Narodowego w latach (1871–1875). W roku 1876 został deputowany do umiarkowanej lewicy i został jej przewodniczącym w 1881 roku.
Piastował urząd ministra robót publicznych (1880–1881) oraz finansów (1885–1886). Pełnił urząd prezydenta Francji w latach 1887–1894. Podczas jego prezydentury ujawniono w latach 1892–1893 wielki skandal korupcyjny związany z budową kanału panamskiego.
Zawarł sojusz francusko-rosyjski przeciwko Niemcom. Był przeciwnikiem generała Boulangera.
W czasie wizytacji Wystawy Światowej w Lyonie został zasztyletowany przez włoskiego anarchistę Santa Caseria. Był to ostatni wielki zamach w ówczesnej fali anarchistycznego terroru.